# زلف‌قرمزی معمولی
زلف‌قرمزی معمولی (نام علمی: Carduelis flammea) نام یک گونه از تیره سهره است.